# Balthasar der Glaser
Balthasar der Glaser (auch Balthasar von Heldbrunn; * 15. Jahrhundert; † 16. Jahrhundert) war ein Schweizer Glasmaler. Er ist von 1487 bis 1517 in Luzern nachgewiesen. Von Balthasar dem Glasmaler sind nur wenige künstlerische Spuren erhalten.

## Leben und Werk
1487 wird Balthasar als Bewohner der Mühlengasse im Steuerrodel erwähnt; später wohnte er im Rosengarten. Balthasar ist vermutlich mit Balthasar von Heldbrunn, der 1483 in Luzern das Bürgerrecht erhielt, identisch.
Balthasar der Glaser war intensiv tätig in seinem Berufsfeld. Hierzu kam ihm die Sitte der Fensterschenkungen in dieser Zeit hoch gelegen. Um 1496 verlangte er für ein Fenster in einem Bauernhaus 3 bis 4 Pfund, für ein Fenster in einem Herrenhaus 5 Pfund, für Kirchenfenster 7 Pfund und 10 Kreuzer, für die Fenster der Rathäuser in Luzern und Altdorf  je nach Ausstattung 4 bis 7 Pfund. Balthasar schien schon nach 1488 ein durch seine Arbeit begüterter Mann geworden zu sein, da er bei einem Steuersatz von 5 Promille 45 Gulden Steuer zahlte.